# 830年
| 千纪： | 1千纪                                                                                           |
| 世纪： | 8世纪 \| 9世纪 \| 10世纪                                                                        |
| 年代： | 800年代 \| 810年代 \| 820年代 \| 830年代 \| 840年代 \| 850年代 \| 860年代                       |
| 年份： | 825年 \| 826年 \| 827年 \| 828年 \| 829年 \| 830年 \| 831年 \| 832年 \| 833年 \| 834年 \| 835年 |
| 纪年： | 庚戌年（狗年）；唐大和四年；南诏保和七年；吐蕃彝泰十六年；日本天長七年；渤海国建兴十二年        |

## 大事记
- 山南西道兵變，殺節度使李絳。
- 李宗閔引薦牛僧孺入相。曾經推薦過李德裕的裴度辭相，出為山南東道節度使。
- 李德裕前來鎮守成都、西川，訓練軍隊，儲備軍糧，南詔上表請罪，與唐朝和好，結束第二次唐詔戰爭。

## 出生
- 光孝天皇，日本第五十八任天皇

## 逝世
- 李绛，唐朝宰相
- 宋若宪，唐朝女官
- 王播，唐朝宰相
- 楊於陵，唐朝大臣
- 张遵 (唐朝)，唐朝大臣
- 王建 (唐朝)，唐朝诗人
- 郭钊，唐朝外戚
- 长髭旷禅师，唐朝禅师
- 大仁秀，渤海国王
- 萬多親王，日本贵族